# Język busami
Język busami – język austronezyjski używany w prowincji Papua w Indonezji. Według danych szacunkowych z 1993 roku posługiwało się nim wówczas 700 osób.
Jego użytkownicy zamieszkują wybrzeża północne i południowe wyspy Yapen. Dzieli się na trzy dialekty. J.C. Anceaux (1961) wyróżnił następujące odmiany: dialekt wsi Mariarotu i Kamanap, dialekt Sasawa oraz nieco odrębny dialekt Kaonda.
W publikacji Peta Bahasa odnotowano, że obszar tego języka obejmuje wsie Kamanaf, Panduami, Mariarotu i Kaonda.
Ludność Mariarotu i Kamanap utrzymuje kontakty z grupą Serui-Laut; w użyciu jest także język serui-laut. Na terytorium Busami występują też użytkownicy innych języków (ansus, onate).
Uchodzi za zagrożony wymarciem. Stwierdzono, że poziom użycia busami różni się w zależności od grupy wiekowej; jego użytkownicy to przede wszystkim osoby dorosłe.